# Melton Ross
Melton Ross est une paroisse civile et un village du comté de Lincolnshire, en Angleterre.